# Chilon de Patras

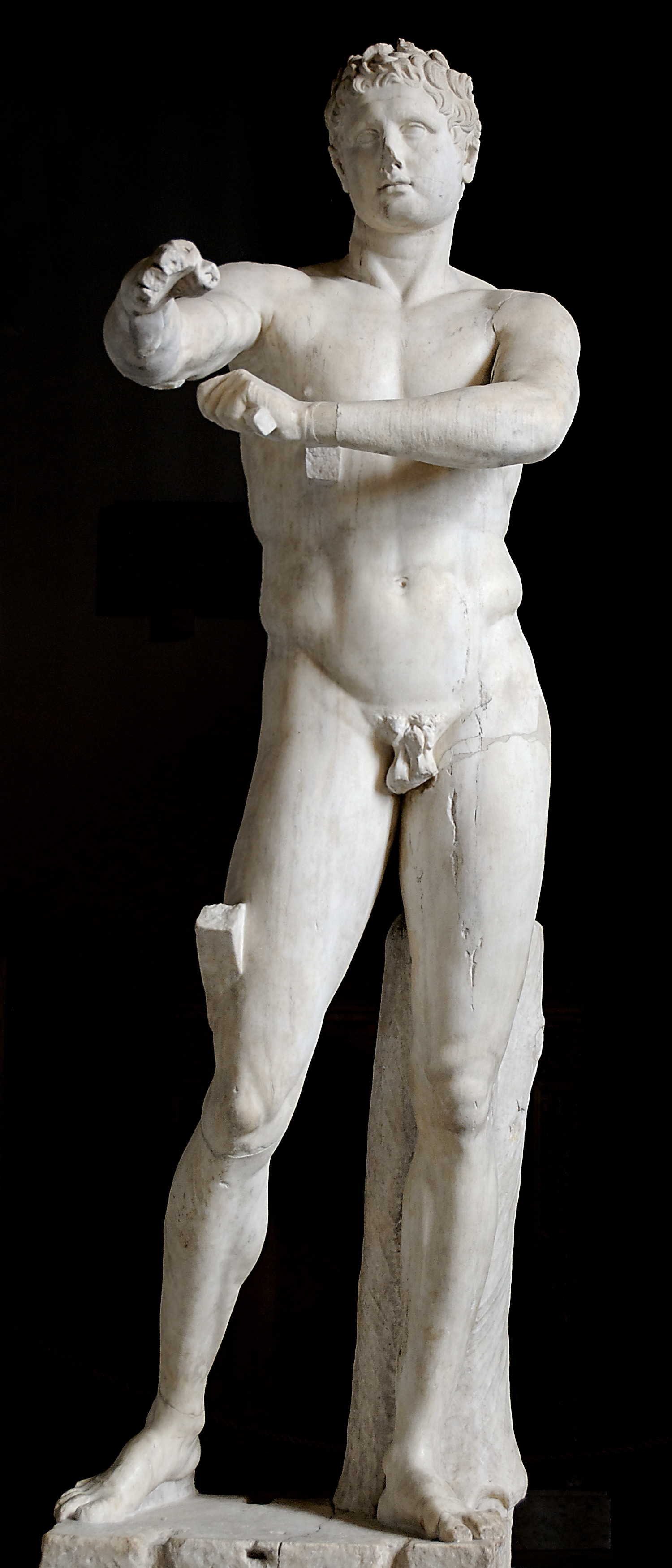
L’Apoxyomène de Lysippe pourrait représenter Chilon de Patras.

Chilon de Patras (grec ancien : Χίλων ο Πατρεύς ou Χείλων ο Αχαιός), fils de Chilon, est un vainqueur olympique du IVe siècle av. J.-C. originaire de Patras.
Il remporta deux fois consécutives l'épreuve de lutte lors des 112 et 113es jeux olympiques en 332 av. J.-C. et 328 av. J.-C.,,,.
Il remporta aussi deux couronnes aux Jeux pythiques de Delphes, quatre aux Jeux isthmiques et trois aux Jeux néméens,,,. Il est considéré comme periodonikès,,.
Il mourut lors d'une guerre, probablement la guerre lamiaque. Les Achaïens lui firent des funérailles publiques,. Ils commandèrent aussi une statue commémorative à Lysippe, dont la base a été vue sur l'Altis par Pausanias,,,.
Une hypothèse propose que l’Apoxyomène de Lysippe serait cette statue commémorative de Chilon. Celle-ci (en bronze) ou sa copie romaine (en marbre) aurait alors connu le destin évoqué par Pline l'Ancien : installée par Agrippa devant les thermes portant son nom, déplacée par Tibère dans sa chambre, elle fut finalement remise devant les thermes à la demande populaire,.

## Sources
- (de) Wolfgang Decker, Antike Spitzensportler : Athletenbiographien aus dem Alten Orient, Ägypten und Griechenland, Hildesheim, Arete Verlag, 2014, 201 p. (ISBN 978-3-942468-23-7).
- (en) Mark Golden, Sport in the Ancient World from A to Z, Londres, Routledge, 2004 (ISBN 0-415-24881-7).
- (el + en) Theodore Malias, Olympism : Olympic Hymn Immortal Spirit Kostis Palamas, 2015 (lire en ligne [PDF]).
- (it) Luigi Moretti, « Olympionikai, i vincitori negli antichi agoni olimpici », Atti della Accademia Nazionale dei Lincei, vol. VIII,‎ 1959, p. 55-199.
- Pausanias, Description de la Grèce [détail des éditions] [lire en ligne] (6, 4, 6).
- Pline l'Ancien, Histoire naturelle [détail des éditions] [lire en ligne] (XXXIV, 62).